# Linda Kasabian
Linda Kasabian, född som Linda Darlene Drouin 21 juni 1949 i Biddeford, Maine, död 21 januari 2023, var en amerikansk före detta medlem i Mansonfamiljen. Hon var ett av huvudvittnena mot Charles Manson för åklagarsidan under rättegången gällande morden som Manson beordrade sina anhängare att utföra.

## Uppväxt, ungdomsår och giftermål
Kasabian växte upp strax utanför Milford i New Hampshire. Hon var det näst äldsta barnet i familjen. Efter samröret med Manson, har Linda och hennes mor, Joyce, hållit föreläsningar för många unga barn om hur illa det kan gå om man inte är försiktig med sitt umgänge.
Många av Lindas vänner, lärare och grannar beskrev henne som intelligent och som en bra elev, samtidigt som de kallade henne en "blåögd romantiker". Hon var känd för att vara snäll och blyg, samtidigt som hon "blev tvingad att växa upp för snabbt". Kasabian hoppade av high school och flyttade hemifrån då hon var sexton år på grund av ökande problem med sin styvfar, som hon påstod behandlade både henne och hennes mor illa. Hon flyttade till de västra delarna av USA för att "söka Gud". 
Hon gifte sig, skilde sig, gifte om sig och födde en dotter år 1968. Dottern, Tanya, fick hon med Robert Kasabian. När deras äktenskap började knaka, återvände Linda till New Hampshire tillsammans med sin dotter, så att de kunde bo hos Lindas mamma. Senare kontaktade Robert Linda och ville att hon skulle träffa honom i Los Angeles. Han ville att de skulle resa till Sydamerika tillsammans med hans vän, Charles "Blackbeard" Melton. Linda gick med på en återförening med Robert, och de besökte många platser som var populära bland hippies i Topanga Canyon.

## Kasabian och Mansonfamiljen
Då Linda Kasabian väntade sitt andra barn, kände hon sig avvisad av sin man, som hade lämnat henne under resan till Sydamerika. En vän till Melton, Catherine "Gypsy" Share, tipsade Linda om en idyllisk ranch där hippies höll på att skapa ett slags "hål i jorden"-paradis för att kunna fly från det "vanliga samhället". "Hålet" påminde Linda om Hopi-legenderna som hon läst om som liten flicka. 
År 1969 bestämde sig Linda att närvara vid en fest den 4 juli (USA:s nationaldag), men istället följde hon med Catherine Share till Spahn Ranch i Chatsworth, Los Angeles, där hon träffade Charles Manson och hans "familj".

## Morden
Kasabian välkomnades med öppna armar av medlemmarna, som lovade att ta väl hand om henne och hennes dotter. Kasabian bevittnade många händelser och uttalanden som senare skulle visa sig utgöra viktiga bevis mot Manson under rättegången. Under sin första natt med "familjen" så träffade hon Charles "Tex" Watson, som var en högt uppsatt medlem i sekten. Kasabian och Watson inledde ett sexuellt förhållande redan första kvällen. De båda har senare beskrivit förhållandet som "väldigt intensivt". Strax därpå övertalade Watson Linda att stjäla en summa pengar från sin mans vän, Charles Melton. 
Linda Kasabian presenterades sen för Charles Manson, vilket var en dramatisk händelse för henne. Kasabian tyckte att han såg väldigt stilig ut i sin klädsel, och att han verkade Jesus-lik. Manson pratade med henne om varför hon kommit till ranchen, och efter att ha känt på hennes ben så accepterade han henne. Samma natt hade Manson och Kasabian sex. Kasabian trodde att Manson kunde "se rätt igenom henne" och att han kunde hjälpa henne att ta itu med sina problem med sin styvfader. Snart fick Kasabian samma inställning till Manson som de andra kvinnliga medlemmarna: "Vi ville alltid göra allt och vad som helst för honom."
Linda Kasabian började värva nya medlemmar under deras "kryptäcktsfärder", vilket innebar att de smög omkring i folks hem under nätterna för att stjäla pengar medan de som bodde där låg och sov. Det var på så vis, och genom andra kriminella aktiviteter, som medlemmarna "försörjde sig". Kasabian tvekade inte att medverka under kryptäcktsfärderna, för Mansonfamiljens motto var att "alla saker tillhör alla". När Mary Brunner arresterades för att ha använt ett stulet kreditkort, så var Kasabian den ende medlemmen som hade ett giltigt körkort. 
Den 8 augusti 1969 meddelade Manson att det var dags för Helter Skelter - raskriget som Manson brukade predika om. Termen Helter Skelter hade han tagit från Beatles-låten med samma namn. Manson trodde, eller ville få sina anhängare att tro, att låten syftade på en revolution som han läst om i Uppenbarelseboken i Bibeln. Låten har dock ingenting med Bibeln att göra. Kasabian beordrades av Manson att ta med sig en kniv, ett ombyte kläder och sitt körkort för att göra tre andra medlemmar sällskap: Charles "Tex" Watson, Susan Atkins och Patricia Krenwinkel. De skulle bege sig till huset där regissören Roman Polański och skådespelerskan Sharon Tate bodde. Där såg Kasabian Watson skjuta Steven Parent till döds. Parent var en tonåring som kommit för att besöka fastighetsskötaren. Watson beordrade sen Kasabian att hålla vakt utanför huset och hon väntade vid bilen. Under tiden mördades Abigail Folger, Wojciech Frykowski och Sharon Tate av Watson, Atkins och Krenwinkel. Sharon Tate var gravid i åttonde månaden då hon mördades. 
Kasabian berättade under rättegången att hon vid ett tillfälle hörde "förfärliga skrik" från offren och då lämnade hon bilen. "Jag började springa mot huset, jag ville att de skulle sluta. Jag visste vad de hade gjort med mannen (Parent), jag visste att de dödade de här personerna. Jag ville att de skulle sluta", berättade hon under rättegången. Då hon närmade sig huset, så möttes hon av Frykowski som sprang ut genom ytterdörren. Kasabian berättade under vittnesmålet: "Det var en man som kom ut genom dörren och han var blodig i hela ansiktet, och han stod där, och vi såg in i varandras ögon i en minut och jag sa: 'Åh, Gud! Jag är så ledsen. Snälla, få det att sluta!' Men då föll han bara ihop på marken och landade i buskarna." Då började Watson att knivhugga Frykowski och träffade honom i huvudet. Kasabian försökte stoppa morden men påstod senare att hon "hörde folk komma" till egendomen. Mördarna påstod att det var "för sent" att avbryta mördandet. Enligt Watson och Atkins så stod Kasabian på gräsmattan och såg på medan hennes sällskap begick morden med ett chockerat uttryck i ansiktet. Under vittnesmålet berättade Kasabian att hon befann sig i chocktillstånd då hon sprang till bilen och startade den. Hennes avsikt var att åka för att hämta hjälp, men sen började hon oroa sig för sin dotter, som var kvar på Spahn Ranch. 
Nästa natt beordrade Manson "kvartetten" att återigen packa ihop ett ombyte kläder och sätta sig i bilen, och den här gången skulle Manson följa med "för att visa dem hur det skulle gå till". Manson kände att morden den föregående natten hade utförts på ett slarvigt sätt. Även Leslie Van Houten och Steve Grogan följde med dem in till stan. Till slut kom de till familjen LaBiancas hem i Los Feliz. Kasabian bevittnade hur Manson och Watson gick upp mot huset och återvände till bilen efter några minuter. Därefter rapporterade Manson att husets invånare hade bundits fast. Manson instruerade Watson, Krenwinkel och Van Houten att gå in i huset. Sen satte sig Manson, Kasabian, Susan Atkins och Grogan i bilen och körde därifrån. Inne huset mördades Leno och Rosemary LaBianca av Watson, Krenwinkel och Van Houten. När Kasabian senare fick frågan varför hon gick ut med gruppen igen, när hon visste att fler mord skulle begås, så svarade hon att när Manson bad henne att följa med, så var hon "rädd för att säga nej". 
Senare samma kväll, i Venice Beach-området i Los Angeles, ville Manson att Kasabian skulle delta i mordet på en bekant - en libanesisk skådespelare vid namn Saladin Nader. Kasabian hade träffat honom några dagar tidigare, med en före detta "familjemedlem" vid namn Sandra Good. Atkins och Grogan väntade några meter därifrån. De var beväpnade med en kniv och en pistol, och de var beredda att mörda - något som Manson sagt åt dem att göra. Men Kasabian knackade avsiktligt på fel dörr, för hon ville inte att Nader skulle komma till skada. När dörren öppnades, så bad Kasabian om ursäkt för att ha stört. På det sättet lyckades hon förhindra mordet. Två dagar efter LaBianca-morden flydde Kasabian från Mansonfamiljen och hon återvände till sin mors hem i New Hampshire.

## Rättegången
Susan Atkins arresterades tillsammans med den återstående "familjen" på Spahn Ranch för grov bilstöld. Polisen hade ingen aning om att det även var "familjen" som utfört morden på Tate och LaBianca. Utredningarna av dessa fall var redan i full gång samtidigt som fallen övervakades av media. Atkins blev det stora genombrottet, då hon berättade om morden för sin cellkamrat - en kvinna vid namn Ronnie Howard. Howard och andra fångar i kvinnofängelset berättade för vakter och andra auktoriteter vad de hade hört av Atkins. I början av december 1969 åtalades Manson, Watson, Krenwinkel, Atkins, Van Houten och Kasabian för morden på Tate och LaBianca. 
Ursprungligen erbjöds Atkins ett förmildrat straff - livstids fängelse istället för dödsstraff, eftersom hon var den första som arresterades av dem som varit inblandade i morden. Atkins gick med på att berätta sin historia för juryn. Men sen avstod hon från den chansen, eftersom hon fortfarande var på Mansons sida. Då vände sig åklagaren till Kasabian, som frivilligt anmält sig själv och återvänt till Kalifornien. Kasabian erbjöds åtalsimmunitet om hon agerade kronvittne, vilket hon accepterade. 
Linda Kasabian ville berätta sin historia för åklagaren för hon "ville få ut den ur huvudet", som Vincent Bugliosi uttryckte det. Men Kasabian berättade ingenting innan hon fått immunitet. Hon accepterade immuniteten eftersom hon väntade sitt andra barn.
Att acceptera åtalsimmunitet ansågs vara ett något kontroversiellt val för åklagarsidan av en rad olika anledningar. Det fanns de som ville att Kasabian skulle bli fullt åtalad för att ha varit inblandad i morden. Men även om Kasabian hade varit närvarande då morden ägde rum - hon var chaufför och spanare - och inte hade försökt stoppa morden eller ens kontaktat polisen efteråt, så hade hon vare sig gått in i husen eller fysiskt deltagit i dödandet. Hon har beskrivits som extremt upprörd under nätterna då morden ägde rum. Hon hade till och med utmanat Manson och sagt "Jag är inte du, Charlie. Jag kan inte döda någon". Kasabian var den ende medlemmen i Mansonfamiljen som uttryckte ånger och sympati för offren. När Kasabian återvände till Sharon Tates hem för att hjälpa polisen rekonstruera morden, så fick hon ett nervöst sammanbrott. 
När Kasabian fördes till vittnesbåset, så var hon huvudvittnet för åklagarsidan. Hon hade svårt att hålla tårarna tillbaka då hon detaljerat berättade om morden. Hon berättade om sina upplevelser under sin vistelse med Mansonfamiljen, hon berättade hur morden hade gått till. Kasabians vittnesmål ansågs vara den mest dramatiska händelsen under den långa rättegången, och det blev mycket uppmärksamhet från media. Under rättegången försökte några "familjemedlemmar" som klarat sig undan att starta en kampanj för att hindra Kasabian från att vittna. Försvarsadvokaterna försökte avbryta Kasabians vittnesmål på olika sätt. Manson själv brukade dra ett finger över sin hals och stirra på Kasabian då hon vittnade, något han gjorde varje gång någon vittnade för åklagarsidan. 
Susan Atkins brukade viska till Linda Kasabian genom salen: "Du dödar oss!" På detta svarade Kasabian: "Jag dödar er inte, ni har dödat er själva." Manson störde sen Kasabians vittnesmål genom att hålla upp ett exemplar av Los Angeles Times med rubriken "Manson är skyldig, säger Nixon" - president Richard Nixon hade uttalat sig om rättegången. 
Kasabian vittnade under arton dagar, och försvarsadvokaterna försökte få henne att framstå som opålitlig genom att påstå att hon använt sig av LSD under längre perioder. Men denna strategi fungerade inte. Kasabian klarade sig igenom korsförhören och hennes historia matchade alla fysiska bevis som hittats på brottsplatserna. Hennes historia stämde även överens med vad andra vittnen berättat.
Då Kasabian korsförhördes så visade Mansons försvarsadvokat, Irving Kanarek, upp bilder från platsen där Sharon Tate och hennes sällskap bragts om livet. Kasabians känslomässiga reaktion stod i stark kontrast till de andra "familjemedlemmarnas" reaktioner. Då Kasabian till slut tittade upp från bilden av den mördade Sharon Tate, så tittade hon mot de som begått morden och sa: "Hur kunde ni göra så?" De kvinnliga sektmedlemmarna ska då ha skrattat åt Kasabian. Irving Kanarek frågade då Kasabian hur hon kunde vara så säker på att hon inte deltagit i mördandet, med tanke på sitt drogmissbruk. "Det är för att jag inte har något sådant i mig, jag kan inte göra något så djuriskt", svarade Kasabian. 
Trots att rättegången mot Charles Manson och hans "familj" varade i nio månader och en lång rad vittnen trädde fram - däribland många före detta "familjemedlemmar" - så var Kasabians vittnesmål det mest avgörande, och det var mycket tack vare henne som Manson, Watson, Atkins, Krenwinkel och Van Houten fick de straff de dömdes till.
Den 25 januari 1971 befanns de åtalade skyldiga av juryn. De dömdes till dödsstraff, men dödsstraffet hade avskaffats i delstaten innan straffet hunnit verkställas. Därför ändrades straffet till livstids fängelse.

## Efter rättegången
Den tunga mediaövervakningen av rättegången hade gjort Linda Kasabian välkänd. Kasabian återvände till New Hampshire med sin man och sina barn. Hon ville fly undan från all media så att hon kunde uppfostra sina barn i fred. Hon bodde på ett hippiekollektiv under en kort tid och började senare arbeta som kock. Kasabian kallades tillbaka till Los Angeles County efter rättegången; hon skulle vittna mot Tex Watson under en separat rättegång 1971, och hon skulle vittna mot Leslie Van Houten år 1977.
Linda Kasabian skilde sig från sin man, Robert Kasabian, men gifte snart om sig igen. 
Hon var även med om en rad trafikolyckor, och en av olyckorna gjorde henne delvis rörelsehindrad. Trots att Manson-familjen var ett avslutat kapitel för Kasabian, så höll Secret Service henne under övervakning efter att en annan "familjemedlem" försökt mörda president Gerald Ford. Kasabian var även måltavla för många av Mansons anhängare som fortfarande gick på fri fot.
Genom åren undvek och avfärdade Kasabian all övervakning från media. Mellan åren 1969-2008 ställdfe hon upp på endast en intervju, och det var för TV-programmet A Current Affair år 1988. Hon medverkade även i en dokumentär om Manson där hon berättade om sina upplevelser hos Mansonfamiljen. Dokumentären sändes i Storbritannien den 10 augusti 2009, och i USA visades dokumentären den 7 september samma år. 
Den 2 september 2009 ställde Kasabian upp på en direktsänd intervju i TV-programmet Larry King Live. Där berättade hon om morden på Sharon Tate och hennes sällskap. För att kunna fortsätta sitt stillsamma liv använde hon en förklädnad under intervjun, så att ingen skulle kunna känna igen henne efteråt. Kasabian berättade att efter rättegången var hon i stort behov av att prata ut med en psykolog, men hon hade aldrig sökt hjälp för sina psykiska problem som hon fått efter Manson-morden. Hon kände att hon själv tagit på sig alla skuldkänslor som "de andra som varit delaktiga i morden inte kände". Men under de senaste tolv åren hade hon börjat må bättre, berättade hon. 

## Kasabian i populärkulturen
Det har skrivits många böcker som, mer eller mindre, handlar om Linda Kasabian. Det har även gjorts filmer om henne. I filmen Helter Skelter från år 2004, som handlar om tiden då Mansonfamiljen begick morden, spelas hon av Clea DuVall.